# Нижня Куенга
Нижня Куе́нга (рос. Нижняя Куэнга) — село у складі Стрітенського району Забайкальського краю, Росія. Входить до складу Дунаєвського сільського поселення.

## Населення
Населення — 434 особи (2010; 565 у 2002).
Національний склад (станом на 2002 рік):
- росіяни — 97 %